# آیا من یک دختر هستم؟
آیا من یک دختر هستم؟ (به انگلیسی: Am I a Girl?) دومین آلبوم استودیویی از خوانندهٔ آمریکایی پاپی می‌باشد که در ۳۱ اکتبر سال ۲۰۱۸ از سوی مد دیسنت منتشر گردید. این آلبوم از لحاظ موسیقایی عمدتاً ضبط دنس پاپی است که جلوتر به سبک نیو متال گسترش می‌یابد.